# Tuffley
Tuffley – dzielnica w Gloucester, w Anglii, w Gloucestershire, w dystrykcie Gloucester. Leży 3 km od centrum miasta Gloucester i 153,4 km od Londynu. W 2011 roku dzielnica liczyła 5889 mieszkańców. W 1891 roku civil parish liczyła 872 mieszkańców. Tuffley jest wspomniana w Domesday Book (1086) jako Tuffelege.